# Anton Franzen

Anton Franzen

Anton Leonhard Franzen (* 9. April 1896 in Schleswig; † 16. Mai 1968 in Kiel) war ein deutscher Jurist und Politiker der NSDAP. Er wurde am 1. Oktober 1930 erster NSDAP-Landesminister im Freistaat Braunschweig.

## Leben und Werk
Franzen besuchte die Domschule Schleswig. Während des Ersten Weltkrieges diente er als Freiwilliger und wurde zum Leutnant der Reserve und Kompaniechef befördert. Nachdem er im Krieg schwer verwundet worden war, studierte er Rechtswissenschaft in Kiel, Hamburg und Berlin. Er absolvierte 1921 und 1924 die juristischen Staatsexamina und wurde mit einer militärjuristischen Arbeit zum Dr. jur. promoviert. Er arbeitete zunächst als Syndikus einer Handelsfirma, bevor er 1926 Amts- und Landrichter und 1928 Landgerichtsrat wurde. Zum 1. Juli 1928 trat Franzen in Kiel in die schleswig-holsteinische NSDAP ein (Mitgliedsnummer 91.504), als deren Spitzenkandidat er am 14. September 1930 in den Reichstag und am 1. Oktober 1930 zum Minister des Freistaates Braunschweiger gewählt wurde.

## Braunschweigischer Landesminister

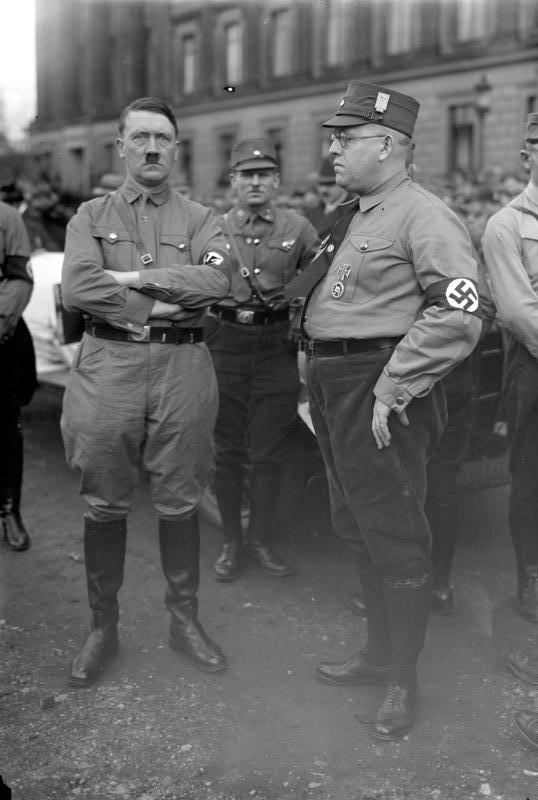
Franzen in Parteiuniform neben Hitler

Bei der Landtagswahl im Freistaat Braunschweig am 14. September 1930 erhielt die NSDAP 22,2 Prozent der Stimmen (nach 3,7 Prozent bei der Wahl am 27. November 1927). Die SPD erhielt 40,99 % (nach 46,2 %); die Linke hatte keine Mehrheit im Landtag mehr. Die DVP lehnte die Bildung einer großen Koalition ab.
Der NSDAP-Politiker Ernst Zörner (* 1895) wurde am 30. September 1930 zum Landtagspräsidenten gewählt, und es wurde eine rechte Koalitionsregierung gebildet. Die Bürgerliche Einheitsliste bestand aus DNVP, DVP, Zentrum und WP und bildete gemeinsam mit der NSDAP die Regierung unter Ministerpräsident Werner Küchenthal (DNVP). Franzen erhielt das Amt des Staatsministers für Inneres, Kultur und Volksbildung. Wichtige Entscheidungen der Vorgängerregierung Jasper (SPD) wurden bald rückgängig gemacht. So wurde die Sieversche Schulreform bereits vier Tage nach Regierungsantritt aufgehoben. Sozialdemokratische Kreisdirektoren, Polizisten, Professoren, Schulräte und Lehrer wurden aus dem Staatsdienst entlassen. Einen auf die Entlassung von 26 Lehrern folgenden zweitägigen Schulstreik im April 1931 beantwortete Franzen mit einem dreiwöchigen Verbot der SPD-Zeitung Braunschweiger Volksfreund. Franzen besetzte wichtige Ämter mit NSDAP- und DNVP-Mitgliedern. Am 1. Januar 1931 ernannte er den Nationalsozialisten und Lehrer Dietrich Klagges zum Regierungsrat im Volksbildungsministerium. Infolge einer Meineidaffäre trat Franzen am 27. Juli 1931 von seinem Ministeramt zurück. Klagges wurde am 15. September 1931 Franzens Nachfolger (und 1933 bis 1945 braunschweigischer Ministerpräsident). Franzen trat zum 9. September 1931 aus der NSDAP aus, legte sein Reichstagsmandat nieder und arbeitete als Anwalt in Kiel. Er war dort seit 1932 als Amtsgerichtsrat und seit 1937 als Landgerichtsdirektor tätig, dazu engagierte er sich im Landeskirchenrat Schleswig-Holstein.

## Ehrungen und Auszeichnungen
- Anton Franzen erhielt während des Ersten Weltkriegs das Eiserne Kreuz II. und I. Klasse.